# Simplicia
Simplicia (Dijana Vunić) hrvatska pjevačica, skladateljica, tekstopisac i likovna umjetnica.

## Životopis
Rođena je u Splitu. Od djetinjstva pokazuje talent za likovnu i glazbenu umjetnost: u Splitu pohađa školu za primijenjenu umjetnost, glumi u kazalištu, pohađa satove solo pjevanja kod operne primadone Cynthie Hansell Bakić i satove klavira. Njezinom vokalnom senzibilitetu najbolje je odgovarala pop, jazz, soul glazba a prvi pjevački repertoar bile su joj pjesme skladatelja Georgesa Gershwina, Cole Portera i dr.[nedostaje izvor]

## Karijera
Devedesetih godina najzastupljenija na MTV-u i najpopularnija među mladima u Europi je bila dance glazba pa tako Diana uzima umjetničko ime Simplicia i počinje glazbeno djelovati na dance sceni pjevajuči pjesme hrvatskih skladatelja i vrlo brzo postaje jedan od popularnijih hrvatskih izvođača.[nedostaje izvor] Njezino ime postaje prisutno na raznim cd kompilacijama te izdaje samostalni album Komplikacije u izdanju Croatia Recordsa na kojem je autorica nekoliko hit tekstova. Svoj status izgradila je na glazbenim hitovima: Vjeruj u sebe, Kapaljka, Ciganka, Plima, Tvoji novci, Ja ću te zapaliti... Bila je u medijima, snimala video spotove, gostovala u glazbenim emisijama, njeno lice bilo je na naslovnicama poznatih časopisa, objavljivani su intervjui te je nastupala u klubovima i koncertnim dvoranama u Hrvatskoj i u inozemstvu. Od drugih dance izvođača izdvajala se specifičnim stylingom i originalnim scenskim nastupom s lutkom crnca repera kojeg je nazvala dr. Rep a kojeg je po njenoj ideji izradio zagrebački lutkar Željan Markovina. 
Dianina dance karijera potrajala je nekoliko godina zahvaljujući popularnosti dance scene. Iz javnog života povlači se zbog drugih interesa. Tijekom dugogodišnje medijske pauze boravi uglavnom u inozemstvu, posvećuje se likovnoj umjetnosti i nastavlja karijeru kao dizajnerica odjeće i interijera i povremeno nastupa s jazz glazbenicima i ujedno počinje skladati pjesme i sudjeluje u raznim glazbenim projektima. 
Godine 2005. vraća se u hrvatski radijski eter pod imenom Diana Simplycia. Po prvi put kao autorica glazbe i stihova koju izvodi te izvršna producentica nalazi se na vrhu svih radijskih top ljestvica.[nedostaje izvor] Singl Moja ljubav nije slijepa postigao je uspjeh. Kao potvrda slušanosti te godine pjesma je uvrštena među 20 najemitiranijih pjesama u Hrvatskoj. Snimljen je video spot za spomenutu pjesmu u režiji Gorana Kulenovića. Sljedećim autorskim pop singlom Zbog tebe, koji izdaje u vlastitoj produkciji ponovno osvaja vrhove radijskih top ljestvica i ponavlja uspjeh prethodne pjesme. Nakon boravka u inozemstvu, krajem 2008 godine odlučuje se posvetiti glazbi te inspirana jazzom, loungom, soulom nastavlja skladati. Počinje suradnju sa istaknutim hrvatskim jazz glazbenicima i Arsenom Dedićem u potrazi za svojim novim zvukom i počinje snimanje albuma, koje je prekinula zbog zdrastvenih problema. Godine2024. dobila je poziv na koncert Megadance Party u Areni Zagreb, gdje je pjevala svoje stare hitove.

## Diskografija

### Studijski albumi
- 1995 Komplikacije

### Singlovi
- 2004. Moja ljubav nije slijepa
- 2005. Zbog tebe

### Kompilacije
- 1993. - Dance Party 1
- 1994. - Dance Party 2
- 1994. - Dance Party 3
- 1995. - Megadance Party

## Vanjske poveznice
- Web  Službena web stranica
- Facebook Službena Facebook Stranica
- Instagram Službena Instagram Stranica
- YouTube Službeni YouTube Kanal
- Spotify Službeni Spotify Profil
- Apple Music Službeni Apple Music Profil
- Tidal Službeni Tidal Profil